# Gemeine Pfingstrose
Die Gemeine Pfingstrose (Paeonia officinalis), auch Echte Pfingstrose, Bauern-Pfingstrose, Garten-Pfingstrose und kurz auch Pfingstrose genannt, ist eine Pflanzenart aus der Gattung der Pfingstrosen (Paeonia) innerhalb der Familie der Pfingstrosengewächse (Paeoniaceae). Sorten der Gemeinen Pfingstrose werden als Zierpflanzen in Parks und Gärten verwendet.

## Beschreibung

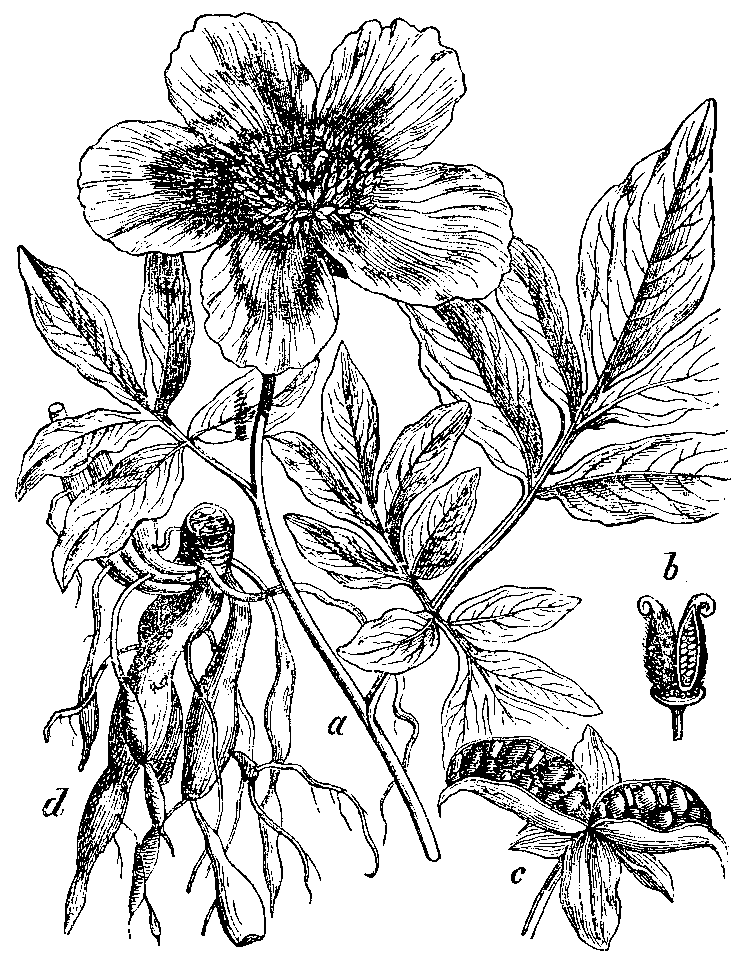
Illustration

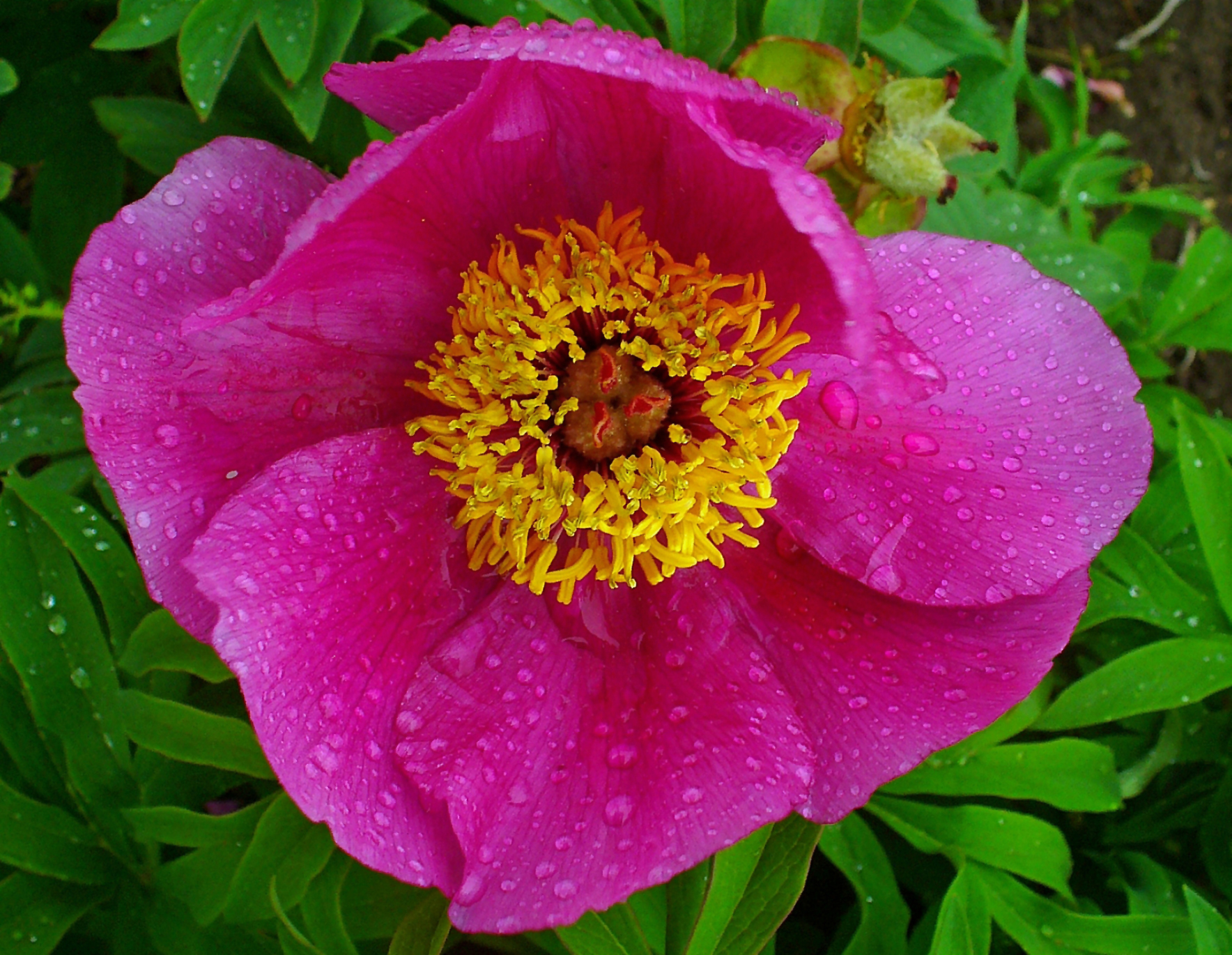
Blüte von Paeonia officinalis subsp. officinalis mit zahlreichen gelben Staubblättern

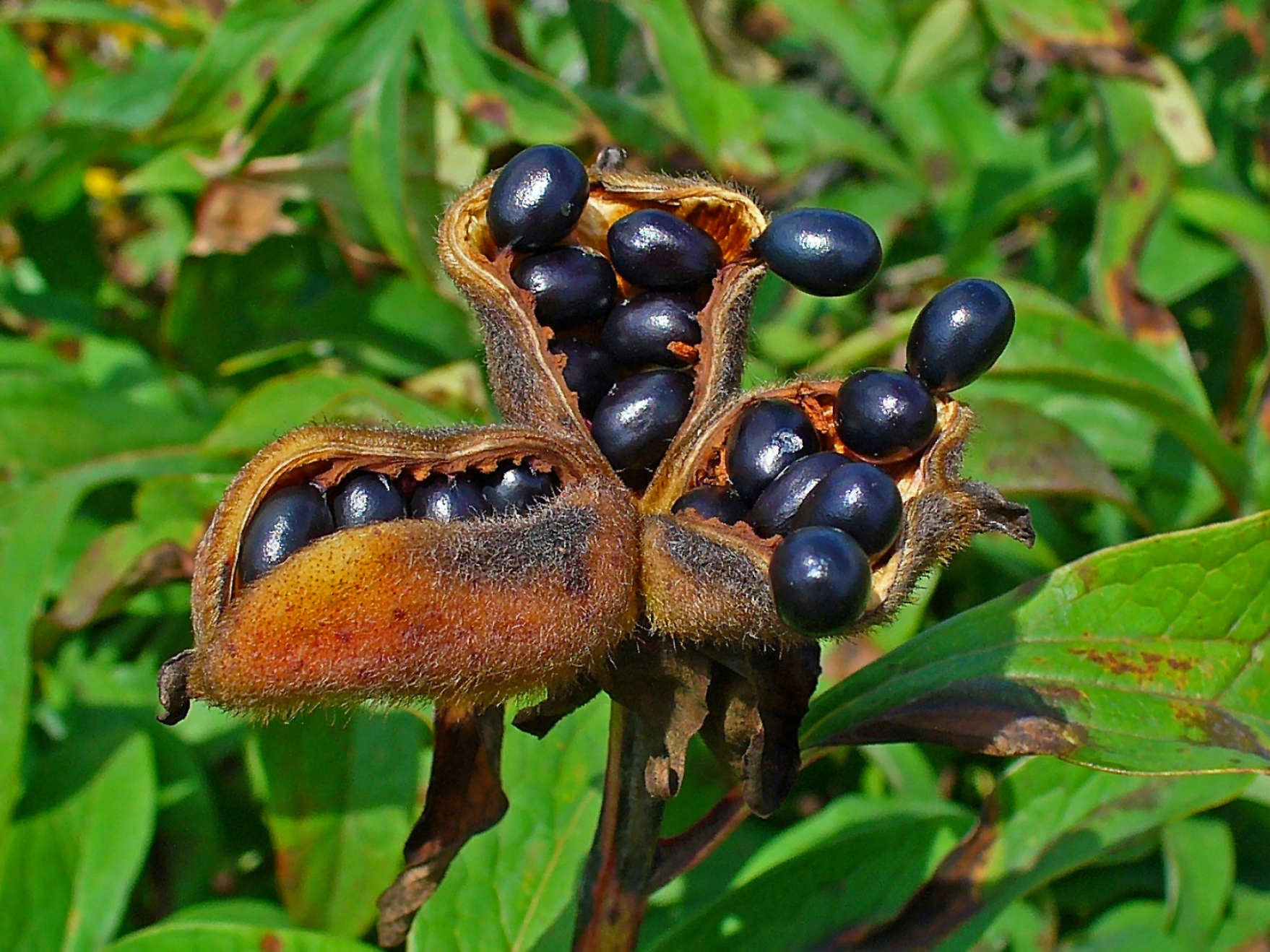
Drei offene Balgfrüchte mit Samen von Paeonia officinalis subsp. officinalis

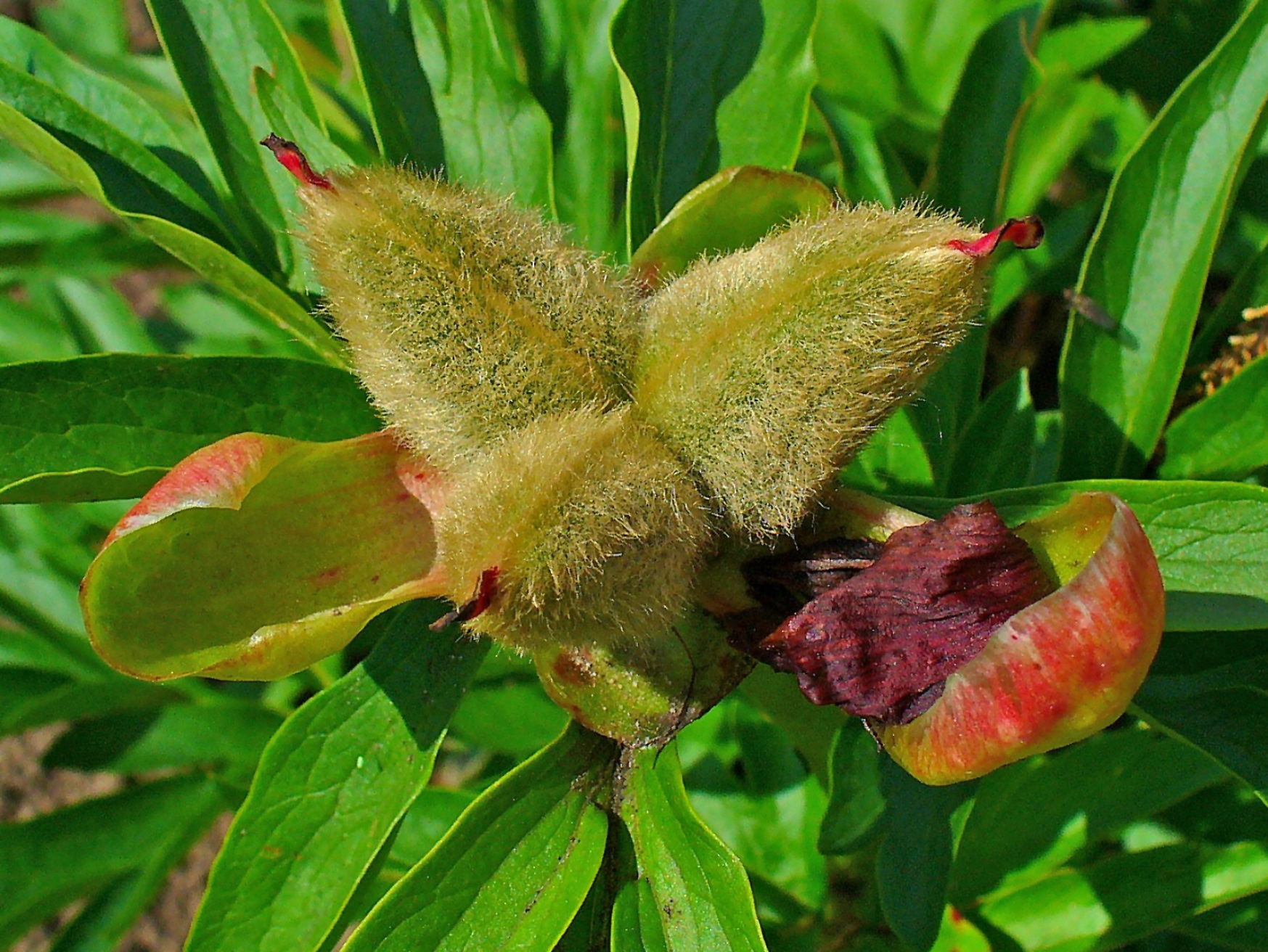
Pro Blüte entwickeln sich bei Paeonia officinalis subsp. officinalis zwei oder drei Balgfrüchte.

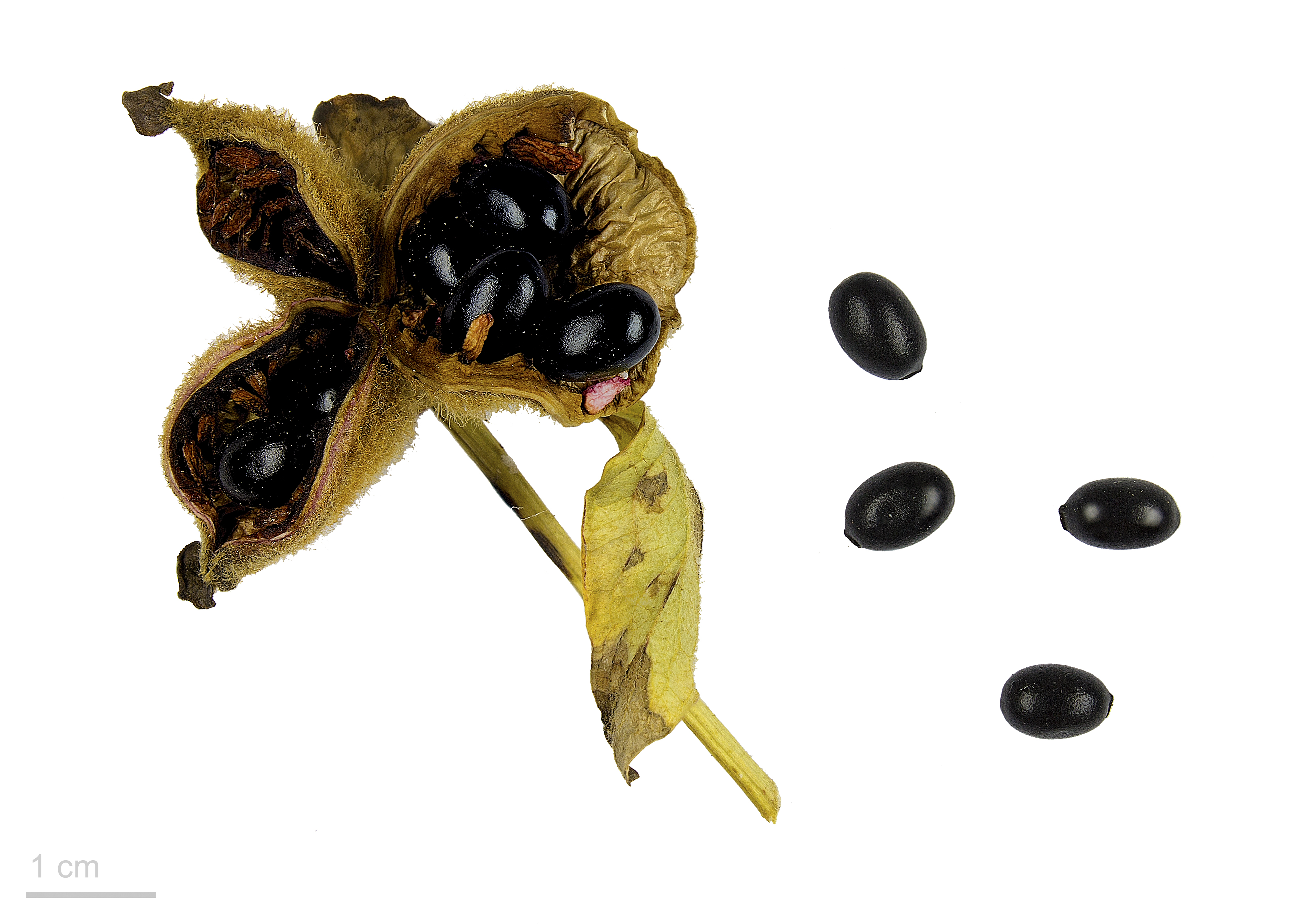
Offene Balgfrüchte und schwarze Samen

### Vegetative Merkmale
Die Echte Pfingstrose wächst als ausdauernde krautige Pflanze, die Wuchshöhen von 40 bis 100 Zentimetern erreicht. Beispielsweise erreicht die Sorte Paeonia officinalis cv. ‘Rubra Plena’ Wuchshöhen von etwa 40 bis 60 Zentimetern. Die einzelnen Stängel sind unverzweigt.
Zur Blütezeit sind keine grundständigen Laubblätter vorhanden. Diese sind dreiteilig gefiedert. Die wechselständigen Stängelblätter sind gestielt. Die Blattspreite hat einen Durchmesser von bis zu 30 Zentimeter und ist dreiteilig gefiedert mit zwei-, dreiteiligen, geteilten bis zerschnittenen Fiedern oder einzelnen Blättchen. Die Abschnitte oder Blättchen sind oberseits dunkelgrün und kahl, unterseits grau und anliegend behaart bis kahl und ganzrandig. Sie sind lanzettlich bis verkehrt-eiförmig und spitz bis zugespitzt sowie an der Basis teils herablaufend.

### Generative Merkmale
Die Blütezeit liegt zwischen Mai und Juni. Die sehr großen, gestielten Blüten stehen endständig und einzeln.
Die unangenehm duftenden, zwittrigen Blüten sind radiärsymmetrisch und fünfzählig. Die Naturform besitzt fünf, teils gefärbte Kelchblätter, die ungleich geformt und lang sind; sie sind grün bis rot und fallen direkt nach der Befruchtung ab. Die fünf bis zehn roten Kronblätter (sie haben keine Honigdrüsen, Unterschied zu manchen Ranunculaceae) sind bei einer Länge von 4 bis 8 Zentimetern oval und größer als die Kelchblätter. Die Blüten mancher Sorten sind gefüllt und besitzen einen Durchmesser von 7 bis 13 Zentimetern. Die Farben der Sorten können sehr unterschiedlich sein. Die Blüten der Naturform sind nicht gefüllt. Die Pfingstrose besitzt zahlreiche kurze, gelbe Staubblätter. Es ist ein fleischiger Diskus vorhanden (im Unterschied zu den Ranunculaceae). Die meist zwei oder drei, oberständigen, behaarten bis kahlen Fruchtblätter mit kurzen, eingerollten Narbenästen sind fast frei. Oben am Kelch sind Nektarien vorhanden.
Die weißfilzig behaarte Balgfrucht ist bis zu 5 Zentimeter lang, sie steht meist in einer Sammelbalgfrucht zu zweit oder dritt. Die schwarzen bis braun-schwarzen, glänzenden und glatten, etwa 7–9 Millimeter großen Samen sind eiförmig bis ellipsoid mit harter, spröder, dünner Schale.

### Chromosomensatz
Die Chromosomengrundzahl beträgt x = 4; es liegt Tetraploidie vor mit der Chromosomenzahl 2n = 20.

## Ökologie
Die Echte Pfingstrose ist ein Rhizom-Geophyt mit Wurzelknollen. Die vegetative Vermehrung erfolgt durch Wurzelbrut. Es findet ein gleitender Übergang von den grundständigen, gestielten, geteilten Laubblättern über ungestielte Stängelblätter bis zu typischen Kelchblättern statt, an denen sich z. T. noch Spreitenreste befinden.
Blütenökologisch handelt es sich um große, vorweibliche „Pollen-Scheibenblumen“. Die Kronblätter sind durch das Anthocyan Paeolin rot gefärbt.
Mit 3,6 Millionen Pollenkörnern liegt hier die höchste bekannte Pollenkornzahl je Blüte vor. Die Echte Pfingstrose ist ein Pollenspender von besonderem Wert. Bestäuber sind Pollensucher vieler Arten, beispielsweise Honigbienen. An den Kelchblättern der Blütenknospen wird auskristallisierendes Zuckerwasser abgegeben, das von verschiedenen Insekten, besonders von Ameisen aufgenommen wird, wobei letztere wahrscheinlich den jungen Knospen einen gewissen Schutz vor Tierfraß bieten.
Je Blüte können sich zwei oder mehr Balgfrüchte entwickeln. Die Ausbreitung erfolgt durch größere Ameisen, es findet wohl auch Bearbeitungsausbreitung durch Vögel statt. Die Samen sind ölreich, Kälte- und Lichtkeimer.

## Standortbedingungen
In der Schweiz befinden sich die Standorte der Echten Pfingstrose von der (kollinen bis) montanen bis subalpinen Höhenstufe in Höhenlagen vom 640 bis 1680 Metern. In Italien sind Standorte bekannt in Höhenlagen von 100 bis 1800 Metern.
Die Naturformen der Echten Pfingstrose gedeihen auf kalkreichen, meist flachgründigen, steinigen, sommertrockenen Berghängen und lichten Flaumeichen- und Hopfenbuchen-Gebüschen. Die Gemeine Pfingstrose wächst am Alpensüdhang in lichten Laubwäldern (Ostryo carpinifoliae-Fraxinetum orni und Übergänge zum Cephalanthero-Fagenion, Quercion pubescenti-petraeae) sowie in einmal jährlich gemähten oder dichter werdenden und verbuschenden Molinia arundinacea- oder Brachypodium pinnatum-Beständen (Sukzessionsstadien des Mesobromion erecti), in höheren Lagen wächst sie auch in natürlich waldfreien, artenreichen Trockenrasen (Lebensraumtyp: 6.3.5 (4.2.4).
Die ökologischen Zeigerwerte nach Landolt & al. 2010 sind nach Info Flora in der Schweiz: Feuchtezahl F = 2 (mäßig trocken), Lichtzahl L = 3 (halbschattig), Reaktionszahl R = 4 (neutral bis basisch), Temperaturzahl T = 3 (montan), Nährstoffzahl N = 3 (mäßig nährstoffarm bis mäßig nährstoffreich), Kontinentalitätszahl K = 2 (subozeanisch).
Späte Beweidung scheint die Echte Pfingstrose gut zu vertragen.

## Systematik und Verbreitung
Die Erstveröffentlichung von Paeonia officinalis erfolgte 1753 durch Carl von Linné.
Paeonia officinalis ist ein südeuropäisches Florenelement. Sie kommt im gesamten Mittelmeerraum von Portugal bis Albanien, in Kleinasien und Armenien vor. Nordwärts reicht das Areal bis in die Westalpen (in Frankreich), zum Südalpenrand (in der Schweiz und Italien), in die südlichen Ostalpen (in Slowenien) und in das Donaubecken Ungarns. In den nördlichen Alpen wurde sie eingebürgert oder ist in Zuchtformen verwildert (beispielsweise im Schweizer Mittelland und in Bayern).
Je nach Autor gibt es von Paeonia officinalis etwa fünf Unterarten:
- Paeonia officinalis subsp. banatica (Rochel) Soó: Sie kommt in Ungarn, Rumänien und im früheren Jugoslawien vor.[8]
- Paeonia officinalis subsp. huthii Soldano: Sie kommt im südlichen Frankreich und im nordwestlichen Italien vor.[8]
- Paeonia officinalis subsp. italica N.G.Passal. & Bernardo: Sie kommt in Mittelitalien und von Kroatien bis ins nördliche Albanien vor.[8]
- Paeonia officinalis subsp. microcarpa (Boiss. & Reuter) Nyman, sie kommt vom südwestlichen Frankreich bis Spanien und Portugal vor.[8]
- Paeonia officinalis L. subsp. officinalis, sie kommt in der Schweiz, in Italien und im früheren Jugoslawien vor.[8]

Die Unterart Paeonia officinalis subsp. villosa Cullen & Heywood wird bei D. Y. Hong, 2010: Paeonies of the world taxonomy and phytogeography als Art Paeonia peregrina bewertet.

## Giftigkeit
Die Pfingstrose wird in allen Teilen als wenig giftig eingestuft.
Hauptwirkstoffe: Nach älteren Angaben Peregrinin. Der Wirkungsträger ist jedoch nicht bekannt.
Vergiftungserscheinungen: Blüten und Samen können Gastroenteritis mit Erbrechen, Kolikschmerzen und Diarrhoe hervorrufen.

## Geschichte der Kultivierung und Symbolik
Die Pfingstrose (lateinisch Paeonia, im Mittelalter auch Peonia und Pionia geschrieben) taucht in den Kräuterbüchern des Mittelalters immer wieder auf. Ihre zum Tragzauber und Hauszauber gelegentlich gegen bösen Geist und Fallsucht sowie Unwetter eingesetzten Samen wurden darin unter anderem als benonien kornen und benedicten korner bezeichnet. Da die Pfingstrose  von den Benediktinern über die Alpen gebracht wurde, bekam sie auch den Namen „Benediktinerrose“. Von den Klostergärten fand sie rasch den Weg in die Bauerngärten.
Im Spätmittelalter entstand die gefüllte Form der Paeonia officinalis. In der christlichen Symbolik stand sie für Reichtum, Heilung, weibliche Schönheit und galt als „Rose ohne Dorn“.
Früher wurde eine hellgrüne Paeonia foemina mit schmalen Blättern und häufig in Gärten vorkommende von einer dunkelgrünen Paeonia mascula mit breiten Blättern und seltener angebauten Form unterschieden.

## Weitere Trivialnamen
Weitere Trivialnamen sind Bauernrose, Buerrose, Knopfrose, Pumpelrose, Ballerose, Gichtrose, Kirchenrose, Kirchenblume, Benediktinerrose, Antonirose (sie blüht meist um den 13. Juni, dem Tag des Hl. Antonius von Padua) und Pfaffarose.

## Verwendung

### Verwendung als Zierpflanze
Sorten der Echten Pfingstrose werden als Zierpflanze (meist gefülltblütige Sorten) in Parks und Gärten verwendet. Man kann Pfingstrosen als langhaltende Schnittblumen verwenden.

### Verwendung als Heilpflanze
Als pharmazeutische Drogen wurden verwendet: Die getrockneten Kronblätter gefüllter rotblütiger Gartenformen, die getrocknete Wurzel und die frischen unterirdischen Pflanzenteile sowie die Samen.
Wirkstoffe: In den Blüten Anthocyane wie Paeonin, Flavonoide und Gerbstoffe. In den Wurzeln der im Mittelalter auch glykiside genannten Pflanze Monoterpenesterglykoside wie Paeoniflorin und Gerbstoffe.
Die Pfingstrose hatte früher als sogenannte „Gichtrose“ in der Volksheilkunde ein umfangreiches Spektrum von Heilanzeigen. Die Samen wurden vor allem bei Epilepsie eingesetzt und fanden noch im Ergänzungsbuch 6 des Deutschen Arzneibuches (1941) Erwähnung. Da bisher keine Wirksamkeit bei den zahlreichen Indikationen nachgewiesen werden konnte, ist die Pfingstrose in der Medizin heute bedeutungslos. Auch wurden nach der Einnahme von Blütenblättern, Wurzeln oder Samen in höherer Dosis Reizungen im Magen-Darm-Trakt beobachtet, so dass von einer Anwendung heute abgeraten wird.

## Gedicht von Eichendorff
Die Päonie ist auch Thema eines Gedichts von Joseph Freiherr von Eichendorff:
Kaiserkron und Päonien rot,
Die müssen verzaubert sein,
Denn Vater und Mutter sind lange tot,
Was blühn sie hier so allein?
...